# Aenigmatistes londti
Aenigmatistes londti är en tvåvingeart som beskrevs av Ronald Henry Lambert Disney 1991. Aenigmatistes londti ingår i släktet Aenigmatistes och familjen puckelflugor.
Artens utbredningsområde är Malawi. Inga underarter finns listade i Catalogue of Life.